# Le Broc (Alpes Marítimos)
 Le Broc  es una población y comuna francesa, en la región de Provenza-Alpes-Costa Azul, departamento de Alpes Marítimos, en el distrito de Grasse y cantón de Carros.

## Demografía
| 316 | 339 | 360 | 422 | 671 | 1023 | 1376 |
| Para los censos de 1962 a 1999 la población legal corresponde a la población sin duplicidades (Fuente: INSEE [Consultar]) |     |     |     |     |      |      |